# Erreporteroak
Erreporteroak (en basc, els reporters) és una pel·lícula de drama polític basca feta el 1983 dirigida per Iñaki Aizpuru Zubitur.
Ha estat la segona pel·lícula amb diàlegs en basc més vista de la història: va tenir 90.085 espectadors, amb una recaptació total de 133.446,54 €

## Argument
Dos amics, Imanol i Javier, que treballen junts com a periodistes free lance de televisió, viuen intensament els principals incidents al país basc dels anys 1980 i 1981; els incidents de la Casa de Juntes de Guernica de 1981, l'assassinat de José María Ryan, Cop d'estat del 23 de febrer de 1981... i provocarà problemes entre ells dos.

## Repartiment
- Juanjo Landa
- Seve Diez
- Isabel Egiazabal
- Mónica Rico
- Pilar Rodríguez

## Recepció
Fou projectada com a part de la secció "Nous realitzadors" al Festival Internacional de Cinema de Sant Sebastià 1984.